# Trecento
Trecento (wł. trecento ’trzysta’) – pojęcie odnoszące się do XIV wieku we włoskiej kulturze. Była to epoka uznawana za protorenesans.
Nazwa pochodzi od włoskiego słowa oznaczającego 300 i oznacza tutaj: lata [tysiąc] trzysetne (1300-1399). Użył jej Giorgio Vasari – włoski historiograf, który podzielił dzieje sztuki włoskiej od Cimabuego do Michała Anioła na trzy okresy: trecento, quattrocento, cinquecento.
Trecento reprezentują tacy malarze jak m.in. Simone Martini, Ambrogio Lorenzetti, Duccio di Buoninsegna, Giotto di Bondone (Spotkanie przy złotej bramie – fresk z roku 1305, Maesta ognissanti – Madonna Wszystkich Świętych – tempera na desce z roku 1310).
W muzyce wyróżnili się tym czasie:
- w I połowie XIV w.:
  - Jacopo da Bologna,
  - Giovanni da Firenze (zwany inaczej Giovanni da Cascia),
  - Johannes Ciconia;
- w II połowie XIV w.:
  - Francesco Landino.

W XIV stuleciu nastąpił rozwój muzyki świeckiej i jej dominacja nad muzyką religijną. Pojawiły się nowe gatunki muzyczne:
- madrygał,
- caccia,
- ballata.